# 이현동 (아나운서)
이현동(1984년 11월 28일 ~ )은 대한민국의 아나운서이다.

## 학력
- 경북고등학교
- 고려대학교 건축학과 학사

## 경력
- 2011년 SBS ESPN 제작팀 아나운서
- 2016년 부산광역시야구협회 이사

## 진행
- 생방송 여기는 정보센터
- 민방 네트워크 뉴스